# Хельм Молоторукий
Хельм Молоторукий, сын Грама (англ. Helm The Hammerhand, тж. варианты перевода — Хельм Железная Рука, Хельм Железнорукий; 2691 — 2759 г. Т. Э.) — в легендариуме Дж. Р. Р. Толкина девятый по счёту король Рохана, прославившийся своей необычайной физической силой.

## Биография
Хельм Молоторукий родился в 2691 году Третьей Эпохи. После смерти своего отца, короля Грамы, в  2741 году Третьей Эпохи, он стал королем. Своё прозвище Хельм получил за огромную физическую силу и суровость.  
Правитель Адорна, Фрека, пришёл к Хельму чтобы попросить руки его дочери для своего сына, Вулфа, но Хельм грубо отказал ему, что разозлило Фреку и он начал угрожать Хельму. И тогда Хельм убил его.   
Когда на Рохан в 2758 году Третьей Эпохи напали вастаки, Вулф, сын Фреки, собрал под своим началом воинов Дунланда и решив свершить свою месть за отца, также пошёл войной на Рохан. Свершилась битва между дунландцами Вулфа и дружиной Хельма у реки Изен. В итоге, Вулф захватил Эдорас и занял трон в Золотом Зале. Во время обороны Врат Медусельда погиб старший сын Хельма, Халет.  
Когда почти весь Рохан был потерян, Хельм был вытеснен в цитадель Хорнбург, находящейся в ущелье, позже названном по его имени Хельмовой Падью и закрепился там со своим воинством. Именно тогда началась Долгая Зима. Потеряв в оборонительных боях всех своих сыновей, Хельм обезумел от горя и начал по ночам в одиночку нападать на лагеря осаждающих Хорнбург дунландцев, никого не оставляя в живых и одним своим появлением нагоняя ужас на врагов. 
Перед каждой вылазкой Хельм трубил в свой боевой рог, так что уже заслышав его звуки, дунландские воины в страхе спешили убраться с пути безумного короля. Благодаря тому, что Хельм нападал на своих врагов безоружным и убивал их голыми руками появилось поверье что когда король безоружен его нельзя убить. После одной из таких вылазок Хельм заблудился в буране и только утром был найден замёрзшим насмерть неподалёку от стен крепости. Позже его похоронили в одном из курганов перед Эдорасом.

## Хельм в мифологии Рохана
В Рохане существует устойчивое поверье, что дух Хельма бродит среди врагов Рохана, убивая их незримым ужасом. Сигнал его рога в Хельмовой Пади знаменует начало атаки: рохиррим верят, что Хельм восстаёт из мёртвых и устремляется с живыми в бой.
…Осадная рать застыла — прислушивались и озирались. И тут с вершины башни внезапно и грозно затрубил большой рог Хельма.

Дрожь пробежала по рядам осаждающих. Многие бросались ничком  наземь и затыкали уши. Ущелье отозвалось раскатистым эхом, словно незримые трубачи на каждом утёсе подхватывали боевой призыв. Защитники Горнбурга с радостным изумлением внимали немолчным отголоскам. Громовая перекличка огласила горы, и казалось, не будет конца грозному и звонкому пению рогов.

— Хельм! Хельм! — возгласили ристанийцы. — Хельм восстал из мёртвых и скачет на битву! Хельм и конунг Теоден!
(Цит. по: «Властелин Колец. Две крепости», глава 7 // Перевод В.С. Муравьева.)

## В кино
Хельм — один из главных героев мультфильма «Война рохиррим» (2024). Его роль озвучил Брайан Кокс.